# ドーヴァー城
ドーヴァー城（ドーヴァーじょう、ドーバー城、英: Dover Castle）は、イギリスのケント港湾都市ドーバーにある城である。 11世紀に建設され、歴史を通じてその戦略的な重要性から「イングランドへの鍵」と呼ばれた。ウィンザー城と並んで、イングランド最大の城砦とされる。 

## 歴史

### 鉄器時代
この城砦の基礎が中世の様式と一致しないことから、ドーヴァー城がローマの侵入以前、鉄器時代またはそれ以前の構造物を起源としている可能性が指摘されている。発掘調査では、城の敷地内から鉄器時代の痕跡が発見されたものの、現在のドーヴァー城との関係性は不明である。 

### ローマ時代

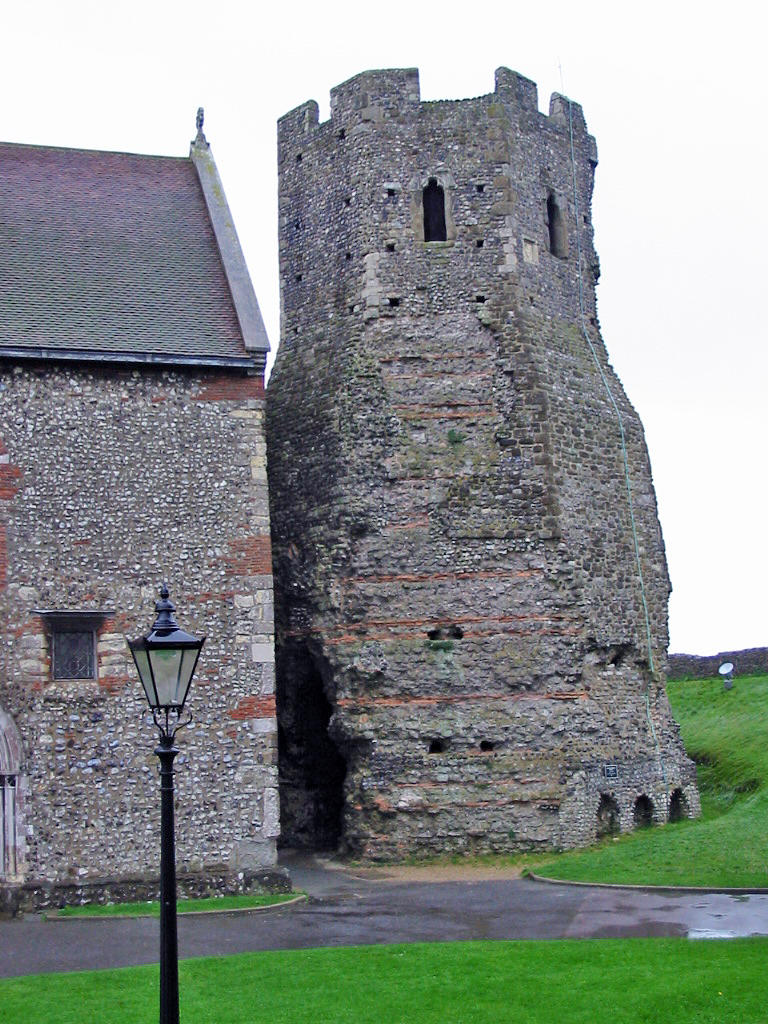
ローマ時代に建築された灯台

ドーヴァー城内にはローマ時代に建造された灯台が今も残っている。ローマ帝国によって作られた灯台は世界に3基しか残存せず、これはそのうちの1つであり、イングランドに残るローマ時代の建築物の中で最大かつ、最も保存状態が良い。 城の灯台は、サクソン時代（1000年頃）に鐘楼に改築された後も継続的に利用され続けてきた。1430年頃に上層が増築され、また1913年から1915年に部分的に改装された。

### サクソン時代と初期のノルマン朝
1066年10月のヘイスティングスの戦いの後、 ウイリアム1世とその麾下の親衛隊は戴冠式のためにウェストミンスター寺院に向かったが、その際に彼らはロムニー 、ドーバー、カンタベリーを経由した。1050年五港連盟の創設以来、ドーバーは常にその盟主であった。1088年、ウィリアム2世の時代にドーヴァー城を守るためにウィリアム・ド・アルブリンシス、フルベルル・デ・ドーヴァー、ウィリアム・ド・アルシック、ジョフリー・ペベレル、ウィリアム・マミノット、ロバート・ドュ・ポート、ヒュー・クレヴェコール、アダム・フィッツ・ウィリアムら8名の騎士が任命されたと伝えられている。 

### ヘンリー2世の時代から近世へ
ドーヴァー城が現在に近い形となったのはヘンリー2世の治世中である。内郭、外郭そして主塔がこの時代に築かれた。建築はモーリスという名の技術者によって行われたとされている。1179年から1188年にかけて、ヘンリー2世は歳入の1万ポンドのうち6500ポンド以上をこの城の建築に費やした。
1216年の第一次公伯戦争の際、フランスの王太子ルイはイングランドを攻撃すべくドーヴァー城を包囲したが、最終的に城を占領することはできなかった 。13世紀後半、現在のタワー22に風車が建設され、それ以降風車塔と呼ばれることとなった。その後、ヘンリー8世は城の防御装備を火薬兵器に改修した 。 
イングランド内戦中、ドーヴァー城は国王派の支配下にあったが、1642年に議会派によって奪取された。

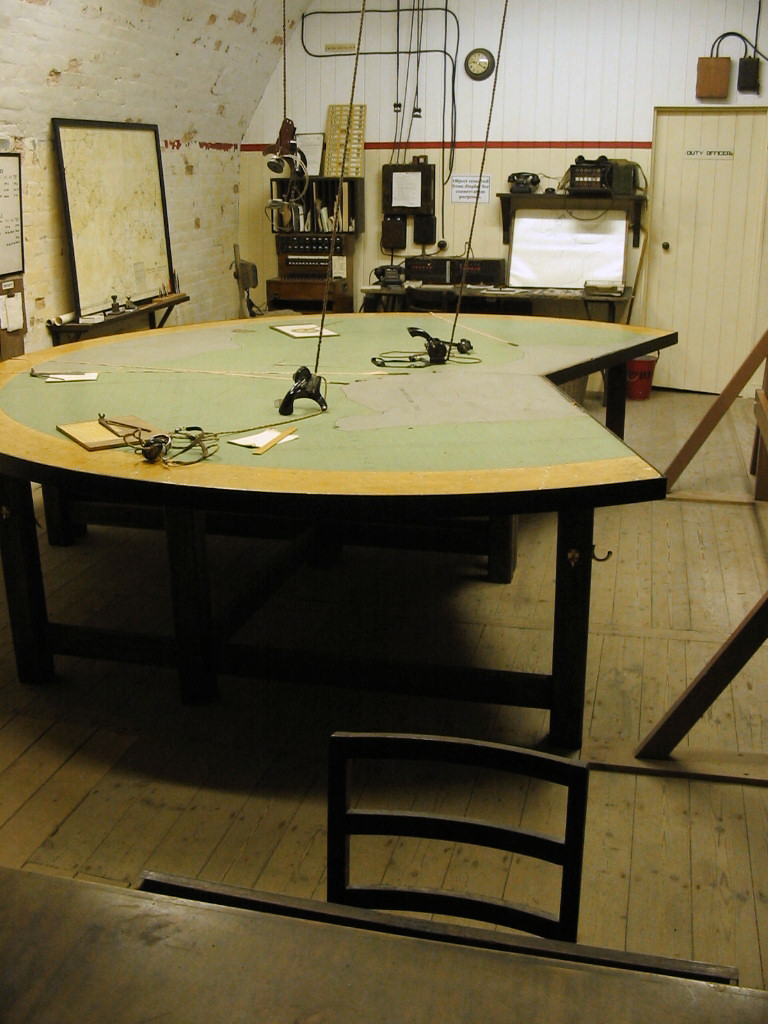
戦時中、トンネル内部に建設された第二次世界大戦の沿岸砲兵作戦室

### ナポレオン戦争時代
18世紀の終わり、ナポレオン戦争の最中、ドーヴァー城は大規模な再建が行われた。南方司令部の指揮官であったウィリアム・ツイスは、町の防御を向上するための施策の一つとして、ドーヴァー城の外壁を強化し、東側の位置と西側には監視用の保塁を建設した。城の防御と町の防御をつなぐキヤノンのゲートウェイもこの時期に建設された。ドーバーが英国軍の駐屯地になるにつれて、増え続ける軍人のための兵舎と倉庫が必要となった。ツイスは解決策として、崖の下約15メートル下にトンネルを掘り、そこに兵舎を設置した。風車塔は英米戦争の最中に取り壊された。ナポレオン戦争の終わりに、トンネルは部分的に改造され、密輸を取り締まる沿岸防衛隊によって使用されたが、その後、トンネルは1世紀以上打ち捨てられたままとなった。

### 第二次世界大戦中
1939年の第二次世界大戦の勃発により、かつてツイスにより掘られたトンネルは最初に空襲の避難所となり、その後、地下病院を備えた軍事司令センターに改装された。1940年5月、バートラム・ラムゼー提督は、崖のトンネルにある本部から、ダンケルクからフランスとイギリスの兵士を撤退させる「ダイナモ作戦」の指揮を取った。 この作戦の成功およびドーバー防衛の成功をたたえ、ラムゼイ提督の像がトンネルの外に立っている 。

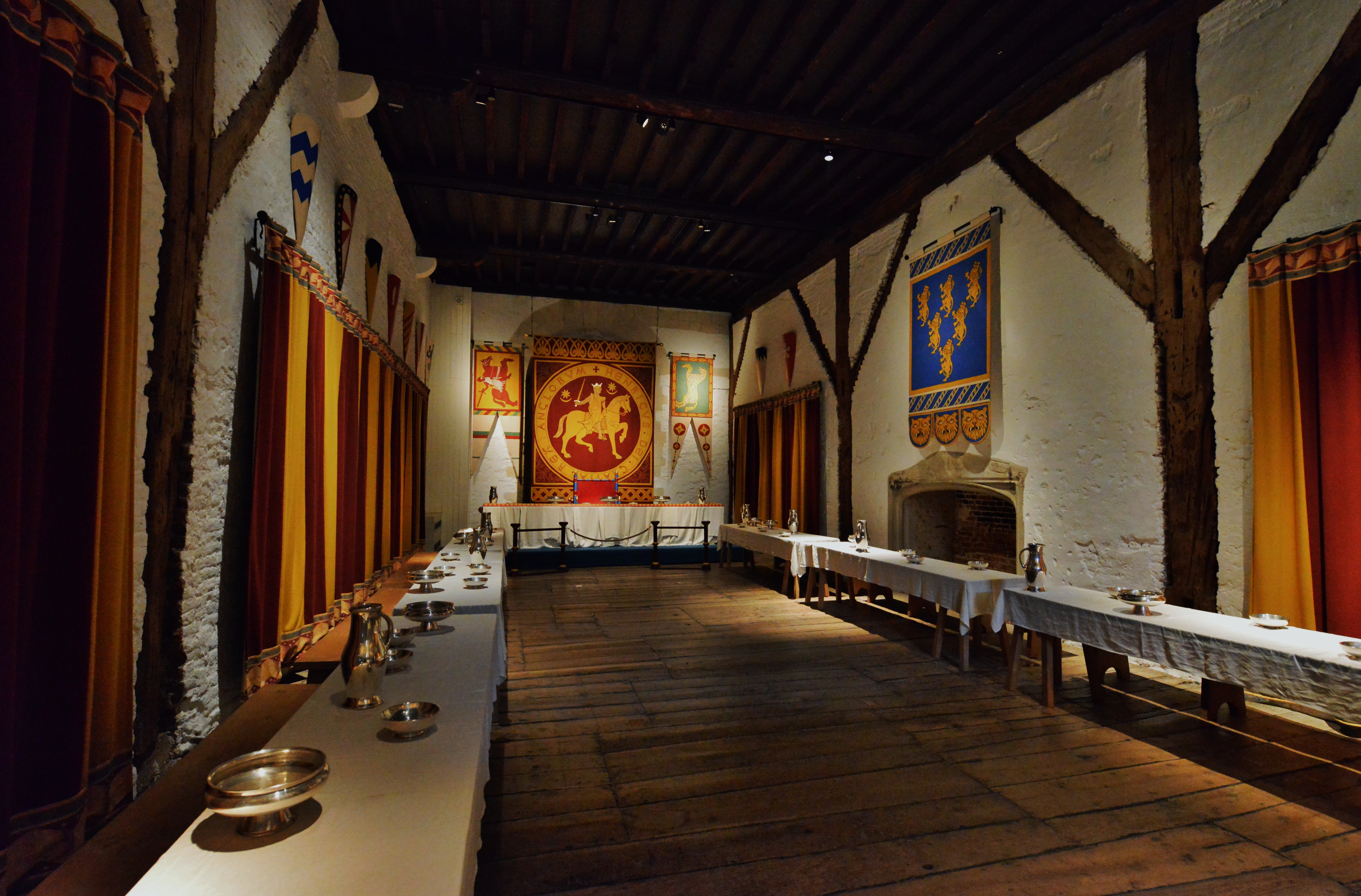
改装されたゲストホール

### 戦後
戦後、トンネルはRGS（核戦争に備え、政府機能を地方に分散させる英国政府の戦略）の一環として核シェルターとする計画が浮上したが、地質的に放射能を防ぐ十分な効果がないことから断念された。2007年から2009年の間に、イングリッシュ・ヘリテッジは245万ポンドを投じて城の内装を修復した。観光客協会の発表によると、2022年には22万4782 人もの人びとがドーヴァー城を訪れた 。

## 関連文献
- Coad, Jonathan (1995). Book of Dover Castle and the Defences of Dover. B. T. Batsford. ISBN 0-7134-7289-8
- Jeffrey, Kate (1997). Dover castle. English Heritage